# Michel Mayor
Michel Gustave Édouard Mayor (* 12. ledna 1942 Lausanne) je švýcarský astrofyzik, profesor na Ženevské univerzitě v oddělení astronomie a nositel Nobelovy ceny za fyziku. Formálně odešel do penze v roce 2007, ale stále zůstává aktivní jako vědecký pracovník observatoře v Ženevě. Je spoludržitelem ceny Viktora Ambarcumjana pro rok 2010 a vítěz Kyotské ceny pro rok 2015.
Spolu s Didierem Quelozem v roce 1995 objevili 51 Pegasi b první extrasolární planetu obíhající kolem hvězdy hlavní posloupnosti 51 Pegasi, za kterou dostali v roce 2019 Nobelovou cenu za fyziku.
Po zisku magisterského titulu ve fyziky na univerzitě v Lausanne v roce 1966 přešel na doktorské studium do Ženevy, kde v roce 1971 získal doktorkský titul. Jeho práce zahrnovala "Esej o kinematických vlastnostech hvězd v okolí Slunce: možné souvislosti s galaktickou spirální strukturou." Krátce studoval na univerzitě v Cambridgi a sabatové volno strávil na Evropské jižní observatoři v Chile a na Institutu pro astronomii na Havajské univerzitě.

## Akademické pozice
Od roku 1971 do roku 1984 působil jako výzkumný asistent na observatoři v Ženevě, kde je přítomno astronomické oddělení Ženevské univerzity. V roce 1984 se stal mimořádným profesorem. A v roce 1988 byl jmenován řádným profesorem a tuto pozici zastával až do svého odchodu do důchodu v roce 2007. Mayor byl ředitelem observatoře v Ženevě od roku 1998 do roku 2004. Po odchodu do penze v roce 2007 působí v Ženevě jako emeritní profesor.

## Výzkum
Profesor Mayor se ve svém výzkumu zájímá především o extrasolární planety, přístrojové vybavení, statistické vlastnosti dvojhvězd, dynamiku kulových hvězdokup, galaktické struktura a kinematiku.
Jeho doktorská práce na univerzitě v Ženevě byla věnována hledání důkazů spirální struktury v Galaxii Mléčné dráze podle rozložení rychlosti hvězd v blízkosti Slunce. Kinematická data v té době byla vzácná a zejména získání "radiální rychlosti" hvězdy, byl dlouhý a náročný proces. Po dokončení své diplomové práce se rozhodl vyvinout speciální spektrograf CORAVEL k měření hvězdných radiálních rychlostí. "To byl začátek mého zájmu o hvězdné kinematiku." řekl podle informací v jeho curriculu vitae.
Tento výzkum vedl k různým oblastem zájmu, včetně studia statistických vlastností binární hvězdy slunečního typu. S kolegou badatelem Antoine Duquennoyem provedl průzkum společníků hvězd malé hmotnosti podobných Slunci, výsledků byly uvolněny v jedné z nejvíce citovaných prací publikovaných v časopise Astronomy and Astrophysics v jeho prvních 40 letech. Mayor a Duquennoy pak zjistili, že hmotnost některých z těchto společníků může být nižší než hmotnost Slunce.
Rozvoj technologií umožnil vývoj nového spektrografu ELODIE, postaveného v Haute-Provence Observatory v jižní Francii. Mayor a Didier Queloz postgraduální student na univerzitě v Ženevě začali používat nástroj v roce 1994 na pozorování 140 hvězd podobných Slunci, které sledovali každou vhodnou noc. Studie byla zaměřena na objevování "hnědých trpaslíků" a také obřích planet. Na konci roku 1994 oba vědci zaznamenali, že hvězda 51 Pegasi vykazuje pravidelné změny nebo pohyby, které by mohly být způsobeny planetou na oběžné dráze bližší než Jupiter. Pozoruhodné je, že oběžná doba byla podle odhadů jen 4,2 dne, což odporuje tehdejším teoretickým poznatkům. Nicméně, další získaná data dovolily Mayorovi a Quelozovi oznámit objev první exoplanety obíhající okolo hvězdy podobné slunci 6. října 1995.
Tímto objevem odstartovala nová oblast výzkumu v astronomii. Na začátku října 2011 bylo vědci z celého světa objeveno více než 680 exoplanet, mnoho z nich je takzvanými "horkými Jupitery", což jsou plynné planety mnohokrát větší než Země. Mayor a jeho spolupracovníci identifikovali kolem 200 planet. Nicméně jeho tým se soustředil především na výzkum menších planet takzvaných "super-zemí," svou hmotností více podobných Zemi. V roce 2003 používal nástroj High Accuracy Radial Velocity Planet Searcher (HARFY). Poté získal on-line data z dalekohledů Evropské jižní observatoře v La Silla v Chile, což umožnilo přesnější měření radiálních rychlostí.
V roce 2007 byl Mayor jedním z 11 evropských vědců, kteří objevili Gliese 581 c, první extrasolární planetu v obyvatelné zóně. Objev byl učiněn dalekohledu v La Silla v Chile.
V roce 2009 Mayor a jeho tým objevili exoplanetu s nejmenší hmotností zjištěnou u hvězdy hlavní posloupnosti Gliese 581 e.
Do října 2011 byl Mayor spoluautorem více než 700 vědeckých publikací. Od roku 1989 do roku 1992 byl zapojen do vědeckého výzkumu v Evropské jižní observatoři, od roku 1988 do roku 1991 pracoval na studiu galaktických struktury v Mezinárodní astronomické unie a mezi roky 1990–1993 byl předsedou Švýcarské společnosti pro astrofyziku a astronomii.
V roce 2011 Mayor pronesl na Kanárských ostrovech v rámci prvního ročníku Starmus festivalu přednášku "Extrasolárních planety v Galaxii." Jeho přednáška byla zveřejněna v knize Starmus: 50 let člověka ve vesmíru.

## Ocenění a vyznamenání
V srpnu 1998 byl Mayor oceněn Švýcarskou cenou Marcela Benoista, uznána byla jeho práce a jeho význam pro lidský život. V témže roce obdržel Prix Jules Janssen z francouzské astronomické společnosti. V roce 2000 získal Balzan Prize. O čtyři roky později mu byla udělena Medaile Alberta Einsteina. V roce 2005 obdržel Shaw Prize ze astronomii, spolu s americkým astrofyzikem Geoffrey Marcym. V roce 2004 obdržel Řád cestné legie.
Ve spolupráci s Pierrem-Yvesem Freiem napsal knihu ve francouzštině s názvem Les Nouveaux mondes du Cosmos (Seuil, 260 stran), který byla oceněna Livre de l'astronomie v roce 2001 na sedmnáctém astronomickém festivalu Haute Maurienne.
Obdržel čestný doktorát z osmi univerzit: Katholieke Universiteit Leuven (Belgie), 2001; Swiss Federal Institute of Technology v Lausanne (EPFL) (2002); Federal University of Rio Grande do Norte (Brazílie), 2006; Uppsala University (Švédsko), 2007; Pařížská observatoř (Francie), 2008; Université Libre de Bruxelles (Belgie), 2009; University of Provence (Marseille, Francie), 2011, Université Joseph Fourier (Grenoble, Francie), 2014;.
V roce 2011 obdržel ocenění BBVA Foundation Frontiers of Knowledge Award (spolu s Didierem Quelozem) za vývoj nových astronomických přístrojů a experimentálních technik, které vedly k prvnímu pozorování planet kolem hvězd podobných Slunci.
V roce 2015 mu byla udělena Zlatá medaile Královské astronomické společnosti.
pu.
V roce 2019 mu byla udělena společně s Didierem Quelozem Nobelova cena za fyziku za objev exoplanety obíhající hvězdu slunečního typu.

## Účast v profesních sdruženích
- Organizátor a vydavatel devět pokročilých kurzy Švýcarské společnosti astrofyziky a astronomie
- Člen redakční rady Europhysics News v letech 1985–1990
- Švýcarský delegát v Evropské kosmické agentuře v rámci astronomické pracovní skupiny v letech 1985–1987
- Prezident komise pro Strukturu a dynamiku galaktického systému při Mezinárodní astronomické unie v letech 1988–1991
- Předseda vědecko technického výboru Evropské jižní observatoře v letech 1990–1992
- Prezident Švýcarské společnosti astrofyziky a astronomie v letech 1990–1993
- Švýcarský delegát v radě Evropské jižní observatoře v letech 2003–2007
- Prezident komise Mezinárodní astronomické unie pro extrasolární planety v letech 2006–2009
- Člen Evropské akademie věd od roku 2004
- Zahraniční spolupracovník francouzské akademie věd od roku 2003
- Čestným člen Královské astronomické společnosti od roku 2008
- Zahraničním člen Národní Akademie Věd USA od roku 2010
- Zahraničním členem Americké Akademie Umění a Věd od roku 2010